# Erasmus Saunders (cónego)
Erasmus Saunders DD (falecido em 23 de dezembro de 1775) foi um cónego de Windsor de 1751 a 1756.

## Carreira
Ele foi educado no Merton College, Oxford e formou-se BA em 1737, MA em 1740, BD em 1751 e DD em 1753.
Ele foi nomeado:
- Vigário de Wantage, Berkshire 1755
- Prebendário de Rochester 1756
- Vigário de St Martin-in-the-Fields 1756 - 1775
- Vigário de Mapiscome, Kent 1757

Ele foi nomeado para a décima bancada na Capela de São Jorge, Castelo de Windsor em 1751 e ocupou a canonaria até 1756.